# Métropole Savoie
Métropole Savoie est un syndicat mixte, créé en 1996, chargé notamment du suivi et de la mise en œuvre du Schéma de cohérence territoriale (SCoT) des agglomérations d'Aix-les-Bains et de Chambéry.

## Localisation et composition
Métropole Savoie regroupe les intercommunalités de Grand Lac, Grand Chambéry et Cœur de Savoie. Les 107 communes qui forment ce syndicat, rassemblent un peu plus de 250 000 habitants, soit plus de 50 % de la population du département de la Savoie.

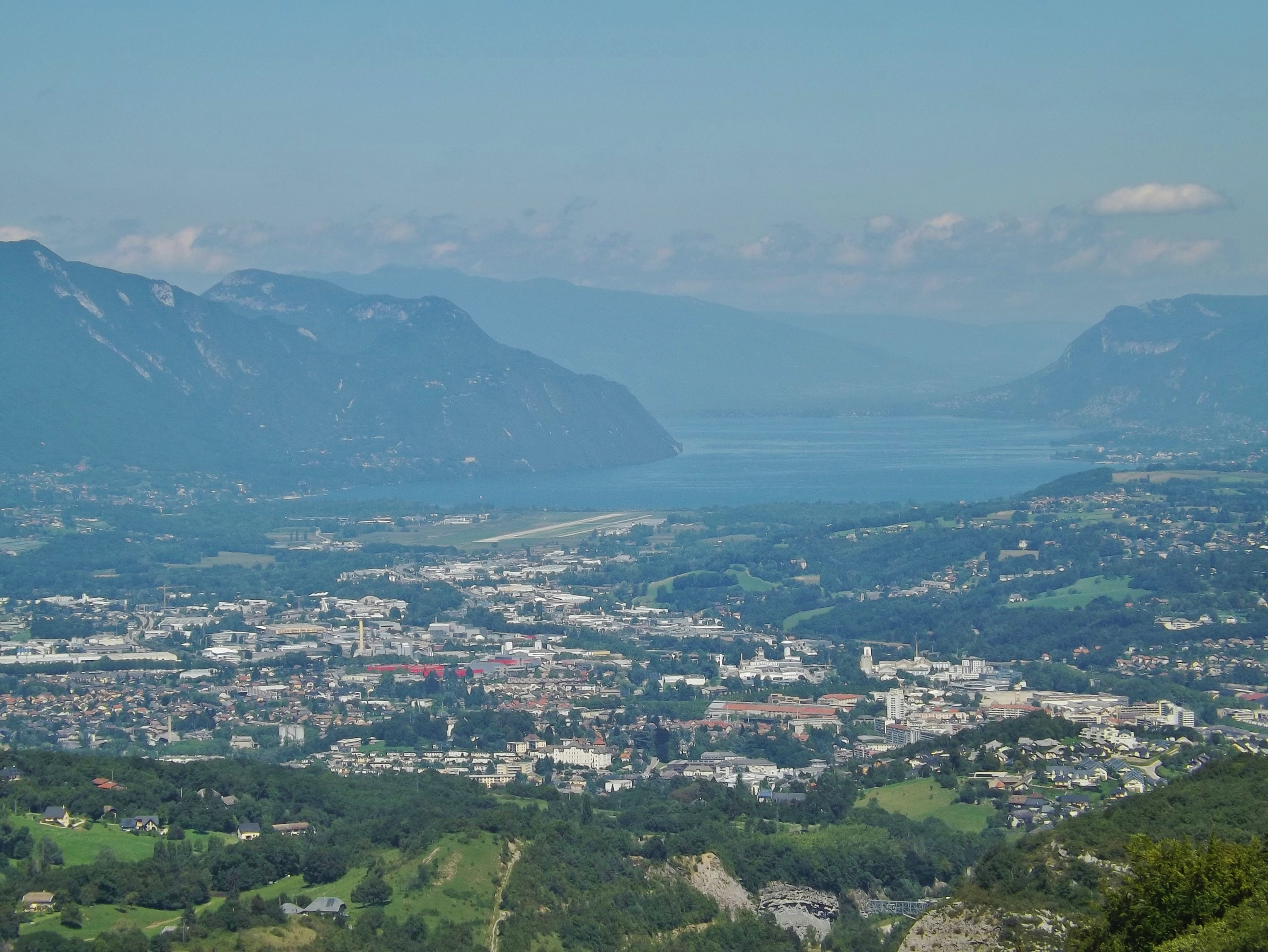
Partie nord de Métropole Savoie avec Chambéry et le lac du Bourget.

Précédemment, le périmètre du SCoT comprenait 103 communes, Aiton et Sainte-Hélène sur Isère ayant quitté le périmètre, plusieurs communes ayant fusionné en communes nouvelles comme Saint-Offenge et Entrelacs.

## Missions

### Gestion du Schéma de Cohérence Territoriale
Le syndicat mixte Métropole Savoie a été mis en place afin de concilier le développement urbain des bassins aixois, chambérien ainsi que de la Combe de Savoie. Il a pour mission de suivre le schéma de cohérence territoriale (SCoT) sur le territoire.
Ce SCoT a été adopté en 21 juin 2005. Une modification a été approuvée le 14 décembre 2013 dans l'objectif d'intégrer le document d'aménagement commercial du territoire.
Il est actuellement en révision.

### Maîtrise d'ouvrage de la Zone à faibles émissions (ZFE-m)
Les trois EPCI de Grand Lac, Grand Chambéry et Cœur de Savoie ont délégué à Métropole Savoie le soin de réaliser pour leur compte une étude commune à l'échelle du périmètre de Métropole Savoie, en vue de l'instauration d'une Zone à faibles émissions en matière de mobilité (ZFE-m).
Le rôle de Métropole Savoie est ainsi d'assurer la conduite globale des études jusqu'à l'instauration de la ZFE-m qui sera mise en place à la suite de la prise de l'arrêté par les maires des communes concernées par le périmètre de restrictions. La mission du syndicat couvre ainsi les études techniques, la concertation et la communication, ainsi que la phase réglementaire (consultation et campagne d'information obligatoire) permettant l'instauration de la ZFE-m.

## Organisation
Le syndicat mixte Métropole Savoie est administré par un ensemble d’élus représentant les collectivités locales du territoire : le comité syndical (184 membres) et un bureau (27 membres). Il est animé par une équipe technique de 5 agents.
- Président : Thibaut Guigue, adjoint à Aix-les-Bains chargé du développement durable et de la citoyenneté, des services de proximité à la population et de la modernisation des services et vice-président de Grand Lac chargé de l’urbanisme, l’habitat, le logement social et la politique de la Ville.
- 1ère Vice-présidente : Corine Wolff, maire de Vimines et Vice-présidente de Grand Chambéry chargée de l’urbanisme et du droit des sols.
- 2ème Vice-président : Rémy Saint-Germain, adjoint à l’Urbanisme de Saint-Pierre-d’Albigny, Vice-Président de la Communauté de Communes de Cœur de Savoie, chargé de la transition écologique, de l’habitat et des gens du voyage.

Sa présidence est tournante entre les différents secteurs de son périmètre. Par le passé, Roger Rinchet, André Quay-Thévenon, Thierry Repentin, Patrick Mignola et Jean-Claude Montblanc ont occupé la présidence de Métropole Savoie.

## Activités et événements
Le 21 mars 2024, Métropole Savoie a organisé la première édition de son rendez-vous « Grand Format Métropole Savoie », rassemblant environ 300 élus et acteurs du territoire au Centre des Congrès d'Aix-les-Bains sur la thématique de la sobriété foncière. À l'occasion de cette rencontre, une table ronde sur le thème « Zéro Artificialisation Nette : enjeux, cadre réglementaire et opportunités pour le territoire » a permis d'approfondir des sujets cruciaux pour le territoire et de susciter des réflexions sur les actions à entreprendre pour poursuivre l'engagement du territoire de Métropole Savoie dans la sobriété foncière. Autour de la table, étaient notamment présents Sylvia Pinel, ancienne ministre du Logement et Michel Heinrich, Président de la Fédération des SCoT.
En 2022, le syndicat mixte a mené une enquête sur les mobilités sur le territoire de Métropole Savoie et de l'Avant-Pays Savoyard. Les résultats de cette enquête ont été publiés en 2023. Parmi les chiffres et faits marquants, l'enquête révèle notamment que : 
- 1 million de déplacements sont effectués chaque jour sur le territoire ;
- 58 % des déplacements se font en voiture et 70 % des déplacements entre le domicile et le travail sont effectués en voiture ;
- le recours au covoiturage demeure faible[3].

La synthèse complète de l'enquête est disponible en ligne.